# Circuit de la Sarthe 2012
La 60e édition du Circuit de la Sarthe a eu lieu du 3 au 6 avril 2012. La course fait partie du calendrier UCI Europe Tour 2012 en catégorie 2.1.
L'Australien Luke Durbridge (Orica-GreenEDGE), vainqueur de la 3e étape, s'impose devant l'Italien Manuele Boaro (Saxo Bank) et le Portugais Nélson Oliveira (RadioShack-Nissan).
Durbridge termine également meilleur jeune alors que l'Italien Sacha Modolo (Colnago-CSF Inox), vainqueur de la 1re étape après le déclassement du Russe Denis Galimzyanov (Katusha) et deuxième de la 2e étape, remporte le classement par points. Le Français Arnaud Courteille (FDJ-BigMat) finit meilleur grimpeur.

## Présentation
Cette 60e édition est scindée en cinq étapes. Les deux premières favorisent les sprint avant un intermède chronométré puis deux étapes plutôt réservées aux puncheurs au cours desquelles les positions au classement général s'établissent.

### Équipes
| Nom de l'équipe   | Pays       | Code |
| ----------------- | ---------- | ---- |
| AG2R La Mondiale  | France     | ALM  |
| FDJ-BigMat        | France     | FDJ  |
| Katusha           | Russie     | KAT  |
| GreenEDGE         | Australie  | GEC  |
| Garmin-Barracuda  | États-Unis | GRM  |
| Movistar          | Espagne    | MOV  |
| RadioShack-Nissan | Luxembourg | RNT  |
| Saxo Bank         | Danemark   | TST  |

| Nom de l'équipe        | Pays   | Code |
| ---------------------- | ------ | ---- |
| Auber 93               | France | AUB  |
| Véranda Rideau-Super U | France | VRU  |

| Nom de l'équipe               | Pays       | Code |
| ----------------------------- | ---------- | ---- |
| Accent Jobs-Willems Veranda's | Belgique   | ACC  |
| Argos-Shimano                 | Pays-Bas   | ARG  |
| Colnago-CSF Inox              | Italie     | OCG  |
| Bretagne-Schuller             | France     | BSC  |
| Cofidis                       | France     | COF  |
| Europcar                      | France     | EUC  |
| Saur-Sojasun                  | France     | SAU  |
| Type 1-Sanofi                 | États-Unis | TT1  |

## Étapes
| Étape     | Date    | Villes étapes                       |  | Distance (km) | Vainqueur d’étape | Leader du classement général |
| --------- | ------- | ----------------------------------- |  | ------------- | ----------------- | ---------------------------- |
| 1re étape | 3 avril | Saint-Gilles-Croix-de-Vie – Riaillé |  | 192,8         | Sacha Modolo      | Benoît Jarrier               |
| 2e étape  | 4 avril | Riaillé – Angers                    |  | 87,8          | Michel Kreder     | Sacha Modolo                 |
| 3e étape  | 4 avril | Angers – Angers                     |  | 6,8           | Luke Durbridge    | Luke Durbridge               |
| 4e étape  | 5 avril | Angers – Pré-en-Pail                |  | 181,1         | Francisco Ventoso | Luke Durbridge               |
| 5e étape  | 6 avril | Le Mans – Sablé-sur-Sarthe          |  | 166,6         | Thomas Dekker     | Luke Durbridge               |

## Déroulement de la course

### 1reétape
|    | Coureur           | Équipe                        |    | Temps           |
| -- | ----------------- | ----------------------------- | -- | --------------- |
| -  | Denis Galimzyanov | Katusha                       |    |                 |
| 1  | Sacha Modolo      | Colnago-CSF Inox              | en | 4 h 49 min 24 s |
| 3  | Juan José Haedo   | Saxo Bank                     | +  | m.t             |
| 4  | Matteo Pelucchi   | Europcar                      |    | m.t             |
| 5  | Francisco Ventoso | Movistar                      |    | m.t             |
| 6  | Michel Kreder     | Garmin-Barracuda              |    | m.t             |
| 7  | Daniele Colli     | Type 1-Sanofi                 |    | m.t             |
| 8  | Justin Jules      | Véranda Rideau-Super U        |    | m.t             |
| 9  | Steven Caethoven  | Accent Jobs-Willems Veranda's |    | m.t             |
| 10 | Nacer Bouhanni    | FDJ-BigMat                    |    | m.t             |

|    | Coureur | Équipe |    | Temps |
| -- | ------- | ------ | -- | ----- |
| 1  | '       |        | en |       |
| 2  |         |        | +  |       |
| 3  |         |        |    |       |
| 4  |         |        |    |       |
| 5  |         |        |    |       |
| 6  |         |        |    |       |
| 7  |         |        |    |       |
| 8  |         |        |    |       |
| 9  |         |        |    |       |
| 10 |         |        |    |       |

## Classements finals

### Classement général
|    | Cycliste          | Pays      | Équipe            |    | Temps            |
| -- | ----------------- | --------- | ----------------- | -- | ---------------- |
| 1  | Luke Durbridge    | Australie | GreenEDGE         | en | 15 h 33 min 29 s |
| 2  | Manuele Boaro     | Italie    | Saxo Bank         | +  | 8 s              |
| 3  | Nélson Oliveira   | Portugal  | RadioShack-Nissan |    | 8 s              |
| 4  | Anthony Delaplace | France    | Saur-Sojasun      |    | 9 s              |
| 5  | Thomas Dekker     | Pays-Bas  | Garmin-Barracuda  |    | 12 s             |
| 6  | Jan Bakelants     | Belgique  | RadioShack-Nissan |    | 12 s             |
| 7  | Francisco Ventoso | Espagne   | Movistar          |    | 12 s             |
| 8  | Alexandre Geniez  | France    | Argos-Shimano     |    | 14 s             |
| 9  | Pierrick Fédrigo  | France    | FDJ-BigMat        |    | 14 s             |
| 10 | Rubén Plaza       | Espagne   | Movistar          |    | 15 s             |

### Classements annexes
|   | Cycliste          | Équipe           | Points |
| - | ----------------- | ---------------- | ------ |
| 1 | Sacha Modolo      | Colnago-CSF Inox | 56     |
| 2 | Francisco Ventoso | Movistar         | 44     |
| 3 | Michel Kreder     | Garmin-Barracuda | 43     |

|   | Cycliste          | Équipe                 | Points |
| - | ----------------- | ---------------------- | ------ |
| 1 | Arnaud Courteille | FDJ-BigMat             | 30     |
| 2 | Jonathan Thiré    | Auber 93               | 24     |
| 3 | Romain Mathéou    | Véranda Rideau-Super U | 22     |

| \| \| Cycliste \| Équipe \| \| Temps \| \| - \| ----------------- \| ----------------- \| -- \| ---------------- \| \| 1 \| Luke Durbridge \| GreenEDGE \| en \| 15 h 33 min 29 s \| \| 2 \| Nélson Oliveira \| RadioShack-Nissan \| + \| 8 s \| \| 3 \| Anthony Delaplace \| Saur-Sojasun \| \| 9 s \| | Classement par équipes Cette section est vide, insuffisamment détaillée ou incomplète. Votre aide est la bienvenue ! Comment faire ? |                   |    |                  |
| | Cycliste | Équipe            |    | Temps            |
| 1 | Luke Durbridge | GreenEDGE         | en | 15 h 33 min 29 s |
| 2 | Nélson Oliveira | RadioShack-Nissan | +  | 8 s              |
| 3 | Anthony Delaplace | Saur-Sojasun      |    | 9 s              |